# A Good Thing (Gino Vannelli)
A Good Thing è il sedicesimo album di Gino Vannelli, uscito il 12 febbraio 2009.

## Tracce
1. A Good thing
2. This Day On
3. Night Drive
4. The Dutchbeat
5. Gypsy Days
6. Knight of the Road
7. Evermore
8. The Measure of a Man
9. Don't Give Up on Me